# Montagnes Bleues (Australie)
Pour les articles homonymes, voir Montagnes Bleues.
Les montagnes Bleues (en anglais : Blue Mountains)  en Nouvelle-Galles du Sud, Australie, à environ 100 kilomètres à l'ouest de Sydney, sont une chaîne de montagnes de grès qui atteignent 1 112 mètres d'altitude à leur point culminant, One Tree Hill, et forment une partie de la Cordillère australienne qui longe approximativement l'est et le sud-est de la côte australienne sur environ 3 000 kilomètres. Le nom de « montagnes Bleues » se réfère également à la Ville de Blue Mountains (ou Conseil communal de Blue Mountains), un gouvernement local dans la chaîne ; ou encore au parc national des Blue Mountains. Les montagnes Bleues sont creusées de profondes gorges, jusque 1 000 mètres. Elles occupent une superficie de 1 436 km2.
Les montagnes Bleues sont inscrites sur la liste du patrimoine mondial de l'UNESCO en 2000.

## Toponymie
Le nom de ces montagnes trouve son origine dans le reflet bleu renvoyé par les montagnes vues à distance, reflet généré par les essences volatiles des forêts d'eucalyptus (de nombreuses régions d'Australie peuvent d'ailleurs revendiquer de telles teintes, pour les mêmes raisons).

### Situation, topographie

Grose Valley

## Géographie

### Géologie
Dans cette région, le socle ancien, visible dans le fond de certaines vallées, est constitué d'une série de roches d'origine sédimentaire (calcaires, schistes) qui se sont déposées entre l'Ordovicien et le Dévonien. Ces roches ont subi un plissement et des intrusions granitiques ainsi qu'une érosion qui les a arasées au cours de l'ère Paléozoïque. Au Permien se sont déposés des sédiments à l'origine de séries de schistes charbonneux (qui ont été l'objet d'une exploitation dans la région). Puis, au Mésozoïque (Trias), se sont déposés les sables à l'origine des grès qui forment les hauts plateaux : les grès de Grose (420 m d'épaisseur maximale) et, au niveau des couches supérieures, les grès roses de Hawkesbury (240 m d'épaisseur maximale).
Au cours du Cénozoïque, des mouvements tectoniques ont soulevé l'ensemble, et des éruptions volcaniques ont produit des coulées de lave basaltiques dont il ne reste aujourd'hui que quelques buttes témoins (Mount Banks, Mount Hay, Mount Tomah). Au fur et à mesure de la surrection du relief, les rivières ont creusé des gorges parfois très étroites dans les grès (Canyons de Grose, de Cox ou de Gowett).

### Faune et flore

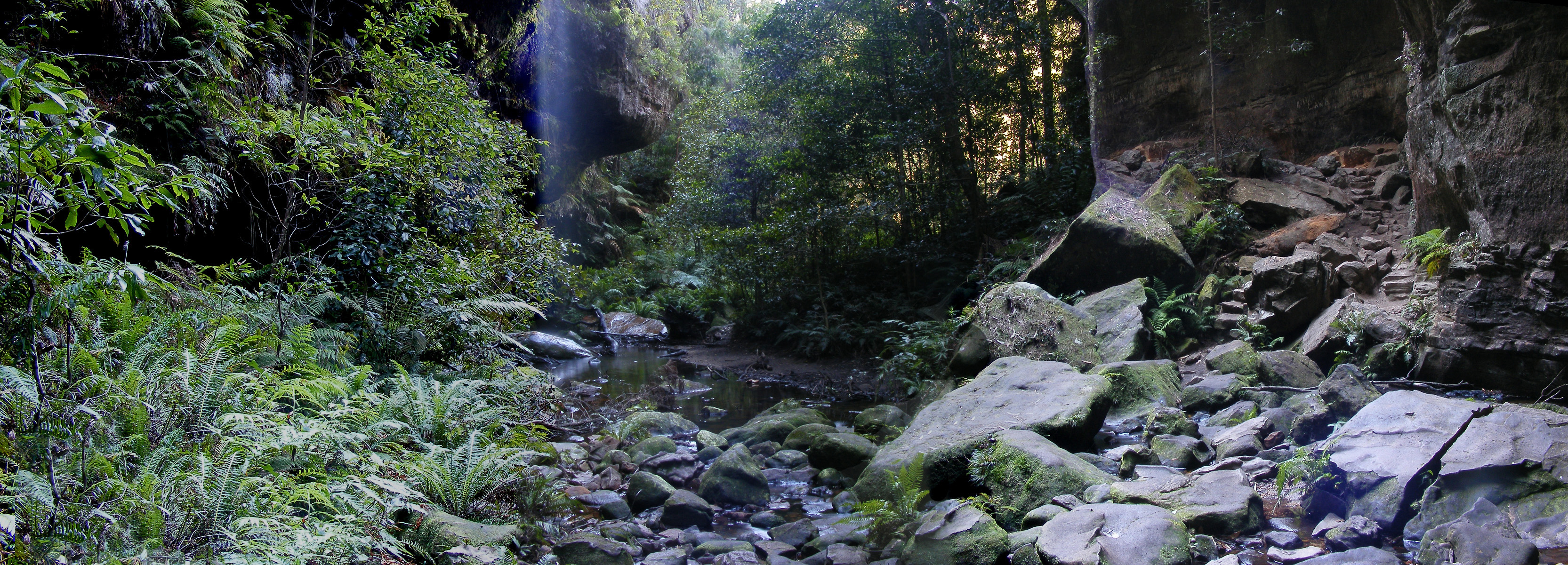
Neates Glen

La végétation des plus hautes arêtes est généralement une forêt d'eucalyptus. Des landes se trouvent sur les falaises. Les gorges protégées abritent souvent une forêt tempérée. Les plateaux abritent des tourbières hautes. Le célèbre pin de Wollemi, un fossile vivant du monde végétal du Gondwana peut être trouvé dans certaines des vallées les plus isolées des montagnes Bleues. De nombreux enclos de protection permettent la régénération de la forêt au sein même de la ville des montagnes Bleues.  

### Climat

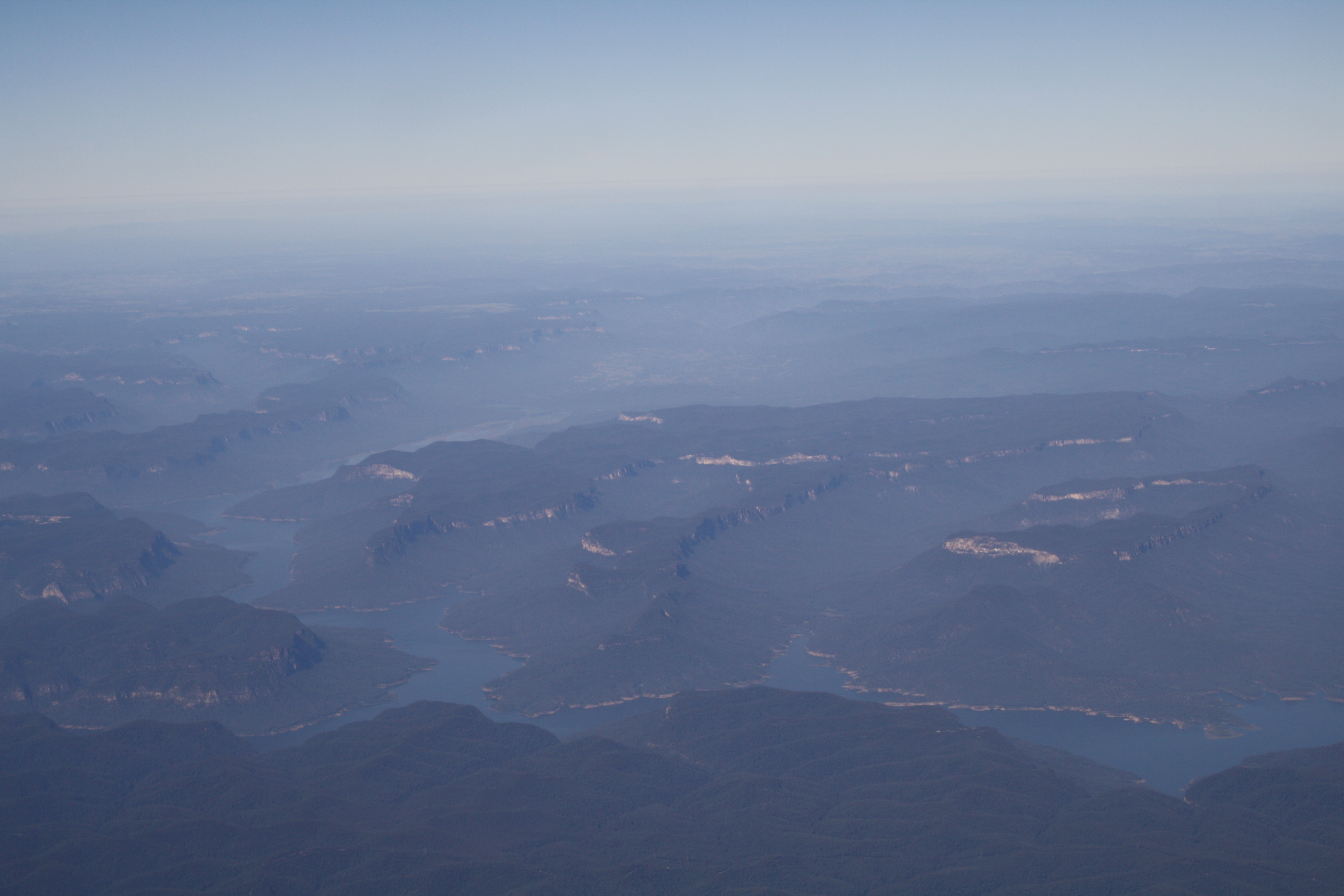
Vue aérienne d'une partie des Blue Mountains.

Le climat varie selon l'altitude. À Katoomba (1 010 mètres), la température tourne généralement autour de 20 °C, et plus rarement 30 °C. Les températures nocturnes sont environ 10 °C plus basses. En hiver, la température se situe aux environs de 12 ou 13 °C la journée et descendant à −3 °C ou moins les nuits claires, à 2 à 3 °C les nuits nuageuses. La neige tombe généralement deux ou trois fois par an. Les précipitations atteignent 1 200 mm par an, et les jours de brume y sont nombreux.
Les principaux risques écologiques sont les tempêtes et les feux de forêt. Les basses-montagnes ont plus spécifiquement été touchées par les incendies de forêt, qui n'ont cependant été que peu mortels. Les hautes montagnes ont en revanche été généralement épargnées, notamment grâce à un programme de feux d'hiver.

## Histoire

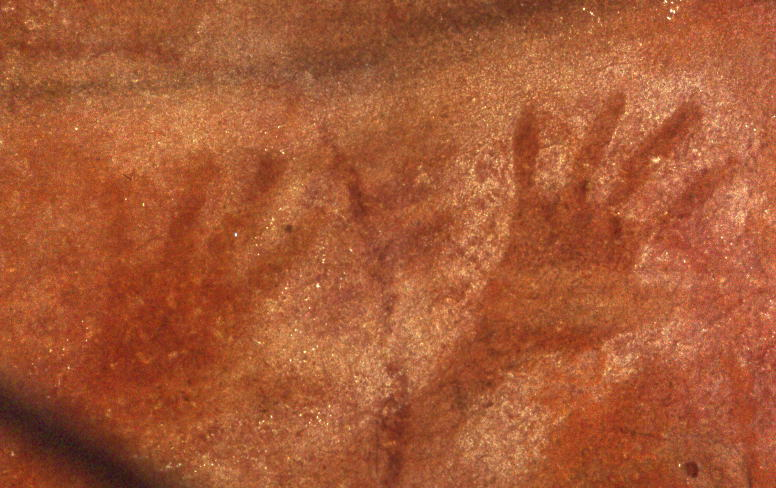
Mains négatives aborigènes dans la grotte des Red Hands

Les montagnes Bleues étaient réputées impénétrables par les premiers colons de Sydney, et ne furent traversées qu'en 1813 par Blaxland, Wentworth et Lawson. Plutôt que de suivre les rivières, comme les explorateurs précédents, qui ne trouvèrent au bout du compte que des falaises verticales, ils décidèrent de suivre les arêtes et les parties hautes du plateau. La première traversée des montagnes Bleues est généralement considérée comme une des étapes majeures de l'ouverture de la Nouvelle Galles du Sud aux colons européens. Cependant, il existait déjà d'importantes zones accessibles proches des côtes. Le fait que les montagnes Bleues aient été un obstacle important à l'expansion des colons relève largement du mythe.   
Une route, achevée au début de 1815, pour traverser la région fut construite en seulement 27 semaines par William Cox, sur les ordres du gouverneur Lachlan Macquarie, en employant 30 bagnards et 8 gardes. 
Du charbon et du pétrole furent exploités près de Katoomba jusqu'à la Seconde Guerre mondiale.

## Ville de Blue Mountains
La ville de Blue Mountains (soit la « ville sise dans la zone des montagnes Bleues faisant l'objet de la protection de l'UNESCO ») consiste en un ruban continu d'agglomérations proches, situées le long des voies routières et de chemin de fer reliant Penrith (une banlieue ouest de Sydney) et Lithgow (une ville minière). L'ensemble est desservi par un train électrique intégré au réseau régional de Sydney, le CityRail. La route est le plus souvent à double voie, mais est relativement lente de par le développement urbain et le terrain accidenté. 
Les basses montagnes (Glenbrook, Blaxland, Mount Riverview, Warrimoo, Winmalee, Springwood, Faulconbridge, Linden et Woodford) sont essentiellement des banlieues dortoirs de Sydney. Il en est de même pour les parties hautes (Hazelbrook, Lawson, Bullaburra, Wentworth Falls, Leura, Katoomba, Blackheath et Mount Victoria) mais dans une moindre mesure. Le tourisme est bien développé dans ces dernières, qui se trouvent le long de la grande autoroute de l'Ouest. Une deuxième traverse, la Bells Line of Road, s'étend de Richmond-Nord, une banlieue de Sydney, jusqu'à la ville de Lithgow au long de l'escarpement nord de la vallée Grose. Cette dernière est beaucoup moins frequentée et dessert les villages de Kurrajong, Kurrajong Heights, Bilpin, Mount Tomah et Bell. Un embranchement de la route mène aussi à Mount Wilson et Mount Irvine. Jenolan Caves, d'impressionnantes grottes calcaires, qui sont nombreuses parmi les montagnes Bleues. Elles se trouvent à environ 30-40 minutes au sud-ouest de Katoomba.

## Activités

### Protection environnementale
La région des montagnes Bleues est comprise dans huit aires protégées : les parcs nationaux des Blue Mountains, de Kanangra-Boyd, Gardens of Stone, des Lacs Thirlmere, Wollemi, Yengo et Nattai ainsi que la réserve de conservation du karst de Jenolan.

### Attractions touristiques
- L'escalier géant qui dévale l'une des Trois sœurs.
- Le Katoomba scenic railway, le chemin de fer le plus incliné du monde selon le Livre Guinness des records, qui faisait partie à l'origine du tramway de mine de Katoomba, construit entre 1878 et 1900. le chemin de fer descend de 415 mètres sur des falaises de grès, via un tunnel au gradient impressionnant : 52 degrés.
- Le Sky rail : un téléphérique.
- Le Scenic flyway : le pont de singe le plus incliné d'Australie, long de 545 mètres.
- Le jardin botanique de Mount Tomah accessible par la Bells Line of Road.
- Le chemin de fer « zigzag » à Clarence, 10 km à l'est de Lithgow.

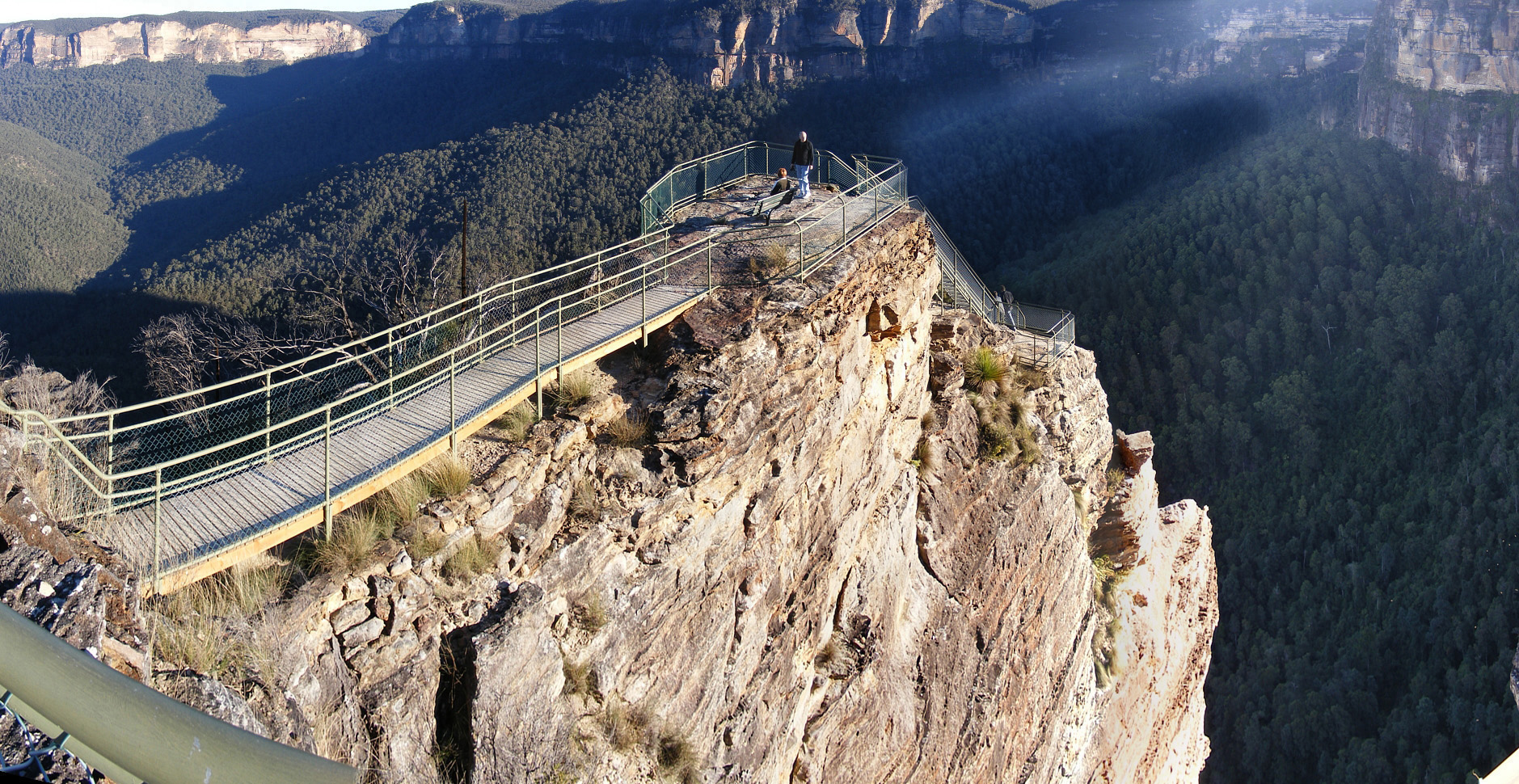
Pulpit Rock, Grose Valley
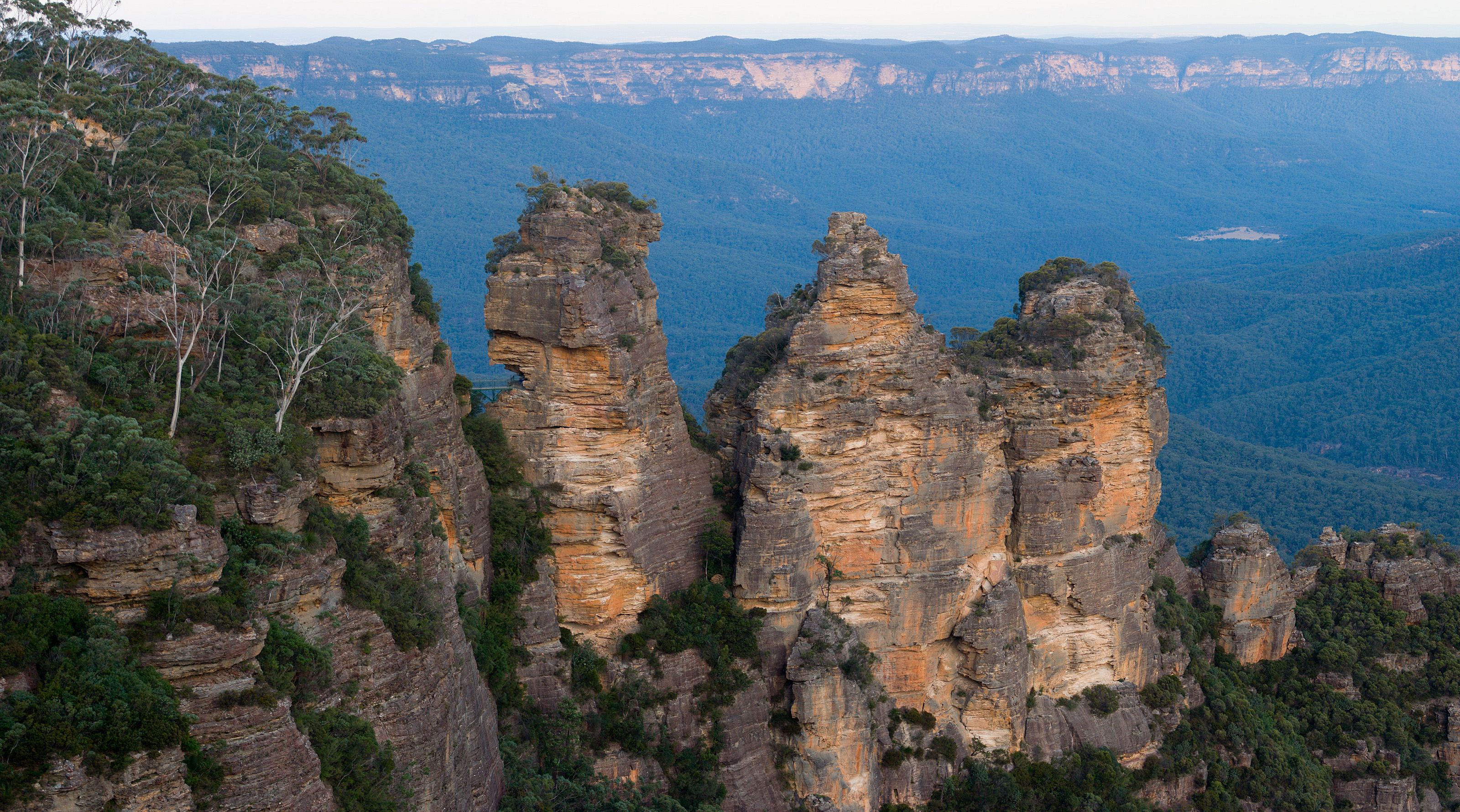
Les Trois sœurs